# Hyperallus buriaticus
Hyperallus buriaticus är en stekelart som beskrevs av Dmitriy R. Kasparyan 2007. Hyperallus buriaticus ingår i släktet Hyperallus och familjen brokparasitsteklar. Inga underarter finns listade i Catalogue of Life.